# スリーピング・ディクショナリー
『スリーピング・ディクショナリー』（The Sleeping Dictionary）は2003年のアメリカ合衆国の映画。
本国アメリカでは劇場公開ではなくビデオ発売のみ。

## ストーリー
大英帝国の植民地だった20世紀前半のボルネオ島のサラワクに、若き英国人青年ジョン・トラスコットが亡き父の遺志を継ぎ、行政官として派遣されてくる。そこには現地の女性と夫婦同然に寝食を共にすることで現地の言葉を覚えるという「スリーピング・ディクショナリー」と呼ばれる風習があり、ジョンの「スリーピング・ディクショナリー」として美しい娘セリマがあてがわれる。潔癖なジョンはその風習に反発し、セリマとは一線を引くが、美しく聡明なセリマに次第に惹かれて行く。やがて2人は愛し合うようになり、ジョンはセリマとの結婚も考えるようになるが、許されることはなく、2人は別れることになる。
1年後、ジョンは監督官ヘンリーの娘セシルと結婚する。一方、セリマは現地の男バラサイと結婚していた。ジョンは再び行政官としてサラワクにやって来る。そしてセリマが自分との間に生まれた息子を育てていることを知る。ところが妻セリマがジョンと会っていることに怒ったバラサイはジョンを襲い、怪我をさせる。行政官を殺そうとした以上、バラサイに死刑を宣告せざるを得なかったジョンは死刑執行の前夜密かにバラサイを逃がす。
行き場のなくなったセリマを行政官ネビルがスリーピング・ディクショナリーとして雇う。しかし、暴力的なネビルを咄嗟に殴り倒してしまったセリマはその場を逃げ出す。一方、ジョンのセリマへの深い愛を知ったセシルは、ジョンにセリマと息子の3人で暮らすように言う。ジョンはセリマの後を追い、再会を果たすが、そこにネビルが現れ、息子を含めた3人を殺そうとする。間一髪のところを3人はヤカタ族に救われる。そしてジョンは3人でヤカタ族と暮らすことを決める。

## 登場人物
ジョン・トラスコット
演 - ヒュー・ダンシー/ 日本語吹き替え - 檀臣幸
行政官。
セリマ
演  - ジェシカ・アルバ/ 日本語吹き替え -石塚理恵
イバン族の女性。父親はイギリス人、母親もスリーピング・ディクショナリーだった。
ヘンリー・ブラード
演   - ボブ・ホスキンス/ 日本語吹き替え -小山武宏
監督官。ジョンの上司。
アギー・ブラード
演   - ブレンダ・ブレッシン
ヘンリーの妻。
セシル・ブラード
演   - エミリー・モーティマー
ヘンリーの娘。
ネビル
演   - ノア・テイラー
行政官。